# 2014 FIFAワールドカップ観戦チケット違法販売問題
『2014 FIFAワールドカップ観戦チケット違法販売問題』は、2014 FIFAワールドカップにおいて国際サッカー連盟の関係者がいわゆるダフ屋行為に関わっていた事件である。

## 経緯
ブラジルの警察当局では2014年5月以降、電話盗聴やチケット販売現場の隠し撮りを続けるという方法で、販売組織の実態を解明し、さらに20カ所を家宅捜索して観戦チケットおよそ100枚のほか多数のパスポートや携帯電話、米ドル紙幣を押収した。
2014年7月3日にブラジルのリオデジャネイロの警察当局が記者会見を行い、この問題が明らかになったもの。
すでに警察当局は2014年7月1日、チケットの違法販売組織を一斉に摘発してアルジェリア人ら11人を逮捕し供述などによって、FIFAの関係者が販売組織にチケットを横流ししているとの見方を強めていて、電話の通話記録によってチケットの違法販売に関与した疑いのあるFIFAの関係者の「ファーストネーム」が判明した。また、逮捕された11人の中には弁護士やブラジルの警察OBも含まれていて、「W杯の過去4大会でも開催地に拠点を置き、チケットを違法販売した」と供述していて、それぞれの大会でおよそ200万レアル（およそ9200万円）を売り上げていた。また、その際に、131枚のチケットが押収され、そのうち70枚はスポンサー向け選手向けなどの関係者用のチケットだったためで、「FIFAルート」の横流しが浮上、さらに警察の発表によれば疑惑がかかっている関係者はブラジル人ではなく、ワールドカップのために当地を訪れている人物だとしていて、FIFAの事務所やスタジアムに自由に出入りできるため観戦チケットの入手は容易だったとしている。
この違法販売には、FIFAのチケット販売部門を担うMATCH社の社員が関与した疑いもあり、容疑者を特定するためにFIFA側に捜査協力を要請する方針だという。
このMATCH社は、FIFAからワールドカップのチケット販売を請け負う公式代理店として世界中に販売ネットワークがある。MATCH社の大株主には、FIFAのブラッター会長の甥であるフィリップ・ブラッターが社長を務める、スイスのインフロント・スポーツ・アンド・メディアという会社が大株主だという会社も含まれている。この販売組織はFIFAが発行していたワールドカップの会場の通行証のほかに、スポンサーやNGO団体、代表チーム関係者に割り当てられたチケットを所有していた。3つの旅行会社を通じて、通常の3倍から20倍の価格でチケットを販売していた。警察当局は「決勝戦のチケットは3万5000レアル（約160万円）で取引された可能性もある」と指摘。このMATCH社では過去のワールドカップでも最大9500万ドルを"荒稼ぎ"していたとされていて、継続的なFIFAルートの存在が疑われている。しかも、このMATCH社は、FIFAから委託を受けチケットの販売を行っているほか、宿泊の斡旋に加えグッズの販売も手掛けているなど「巨額の“W杯利権”」を握っていて、ブラッター会長の甥のが社長を務めるフィリップ・ブラッターが大株主になっているが故に、FIFAとは極めて親密な関係だという。
地元メディアは「かつてのブラジル代表監督のドゥンガら複数のサッカー関係者が販売組織からチケットを購入していた可能性がある」と報道、その上で「警察に参考人として聴取される見通し」だと伝えている。
チケットは1試合ごとに少なくとも1000枚が違法に販売され、基本価格はおよそ1000ユーロでチケットは海外から持ち込まれ、販売組織に渡されたとみられているという。警察では、チケットが転売されることによって、1試合あたり26万3000ポンド（約4580万円）の利益を得ていると見積る。
FIFAでは警察が押収した転売チケットを分析した後に、関与した人物の特定に向けてブラジル当局に対して協力するとしているというが、職員の関与については否定的な見方を示した。
警察では捜査において電話を傍受した結果としておよそ5万件の情報を得たと述べていて、捜査への協力を要請されたFIFAはスタッフや関連企業の電話番号リストを提供したと発表していて、その中には「MATCH社」も含まれている。
2014年7月7日にブラジルの警察当局は観戦チケットの違法販売に関与した疑いで、観戦チケットを違法販売した国際組織のその中心人物としてFIFAのチケット独占販売権を持っているMATCH社のイギリス人の64歳の幹部の男を逮捕した。その際、警察は容疑者のスイートルームで82枚の観戦チケット、パソコン、それに携帯電話にその他の書類を押収した。
地元のメディアの報道では「販売組織は複数の携帯電話を使い、顧客からVIP席のチケット購入を受け付けていた。注文が入ると男を訪ねてスポンサーやNGO団体、代表チーム関係者向けのチケットを受け取り、高値で転売していた。1試合あたり最大100万レアル（約4600万円）を売り上げていたとみられる。」と伝えている。ある警察幹部が地元メディアに明らかにしたところによれば、ダフ屋組織は今大会ですでに1試合当たり約1000枚を販売し45万5000ドルを荒稼ぎしていて、さらに決勝戦のチケットには1枚1万6000ドルの値が付いていた。
また、ワールドカップの300万枚の全てチケットのうちMATCH社に対する割り当ては44万5500枚で、FIFAに返却する決まりになっていた売れ残りのチケットがダフ屋組織に横流しされた。地元メディアの報道によれば、このダフ屋の組織が過去のワールドカップでも、1大会当たり最大で9500万ドルを売り上げていたと報じていて、さらに、チケットの入手について「容易だった」としていて以前からMATCH社が組織的に関与していた疑いがあるという。また過去4大会でチケットの転売が行われていて、1つの大会で5200万ポンド（約90億円）もの金額が動いていて、逮捕された64歳の幹部の男は犯罪組織におけるマネーロンダリングへの関与の疑いもある。
今回の逮捕はブラジルの警察が観戦チケットの不正転売対策として行ってきた、いわゆる「ジュール・リメ」作戦の一環として行ったもの。
2014年7月10日、リオデジャネイロの裁判所はスイスに本社を置く「MATCH」の別の幹部を逮捕したとともに、すでに拘束されている容疑者10人の拘留延長を命じる。
一方、MATCHの64歳の男の幹部は一時拘束されていて裁判所命令を待つ間は釈放されていたが、2014年7月10日に宿泊中だったリオデジャネイロの高級ホテルに警察が到着したときはすでに行方をくらましていて、検察当局の話ではホテルの裏口から出て行く姿が目撃されていた。また、その直後に逃亡者とみなされて国際刑事警察機構の警戒リストに登録された。
2014年7月14日、観戦チケット違法販売に関与した疑いのあるチケット販売代理店の幹部がリオデジャネイロの裁判所に出頭した。
なお、MATCH社は2014年7月7日の時点で「違法販売に関与した人物はいない」と声明を発表していたという。